# 小行星8261
小行星8261（8261 Ceciliejulie）是一颗绕太阳运转的小行星，为主小行星带小行星。该小行星于1985年9月19日发现。

## 轨道参数
小行星8261的轨道半长轴为455 079 221 km，3.0419734 UA，离心率为0.174。